# Sam na sam
Sam na sam är det tredje studioalbumet och det första polska studioalbumet från den polska sångerskan Ewa Farna. Det släpptes den 9 november 2007. Det är en polsk version av hennes tidigare släppta tjeckiska studioalbum Měls mě vůbec rád. Fem av låtarna är hennes egna medan sex av låtarna är covers översatta till polska.

## Låtlista
1. Razem sam na sam - 3:04
2. Tam gdzie nie ma dróg - 3:27
3. Kotka na gorącym dachu - 2:32
4. Bez ciebie - 2:53
5. Chwytaj dzień - 2:44
6. Zamknij oczy - 3:25
7. Zamek ze szkła - 4:14
8. L.A.L.K.A. - 3:30
9. Nie chcę się bać - 2:49
10. Ja chcę spać - 3:34
11. Tam gdzie ty - 3:49